# MITRE Corporation
MITRE Corporation, conocida comúnmente como MITRE es una organización estadounidense sin ánimo de lucro localizada en Bedford, Massachusetts y McLean, Virginia.
Provee ingeniería de sistemas, investigación y desarrollo, y soporte sobre tecnologías de la información al gobierno de Estados Unidos de América.

## Historia
MITRE tuvo como punto de partida en 1958 el Semi Automatic Ground Environment, proyecto sobre radares llevado a cabo por el Laboratorio de Ciencias de la Computación e Inteligencia Artificial del Instituto de Tecnología de Massachusetts. Desde entonces se ha encargado de la seguridad nacional y áreas de defensa en EE. UU. y desde el año 2014 crearon el National Cybersecurity FFRDC, ente especializado únicamente en ciberseguridad. En 2013 crearon ATT&CK®, a la fecha en versión beta, para catalogar y analizar las Amenazas Persistentes Avanzadas (APT, por sus siglas en inglés).

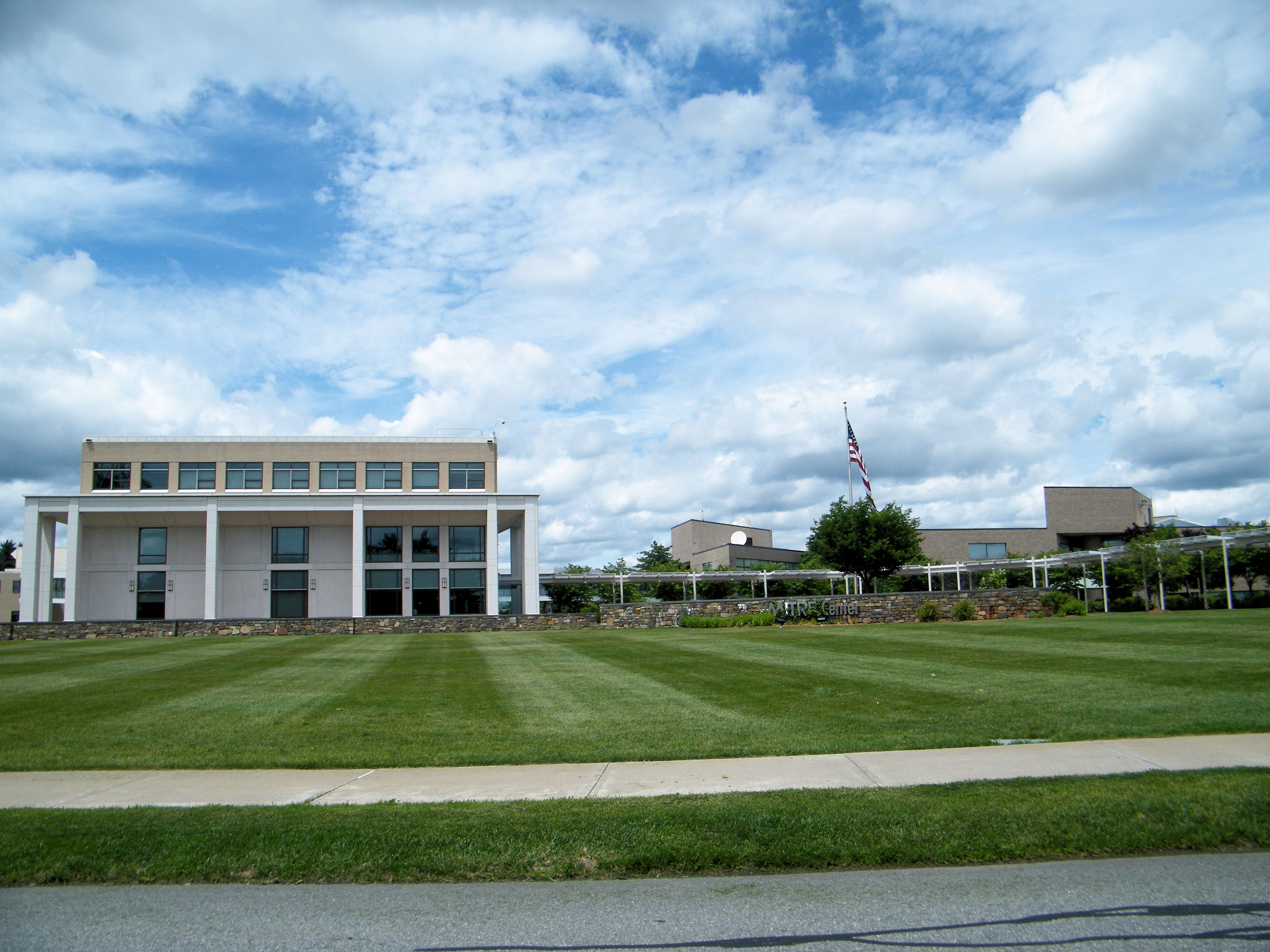
El centro Mitre en el campus de Bedford

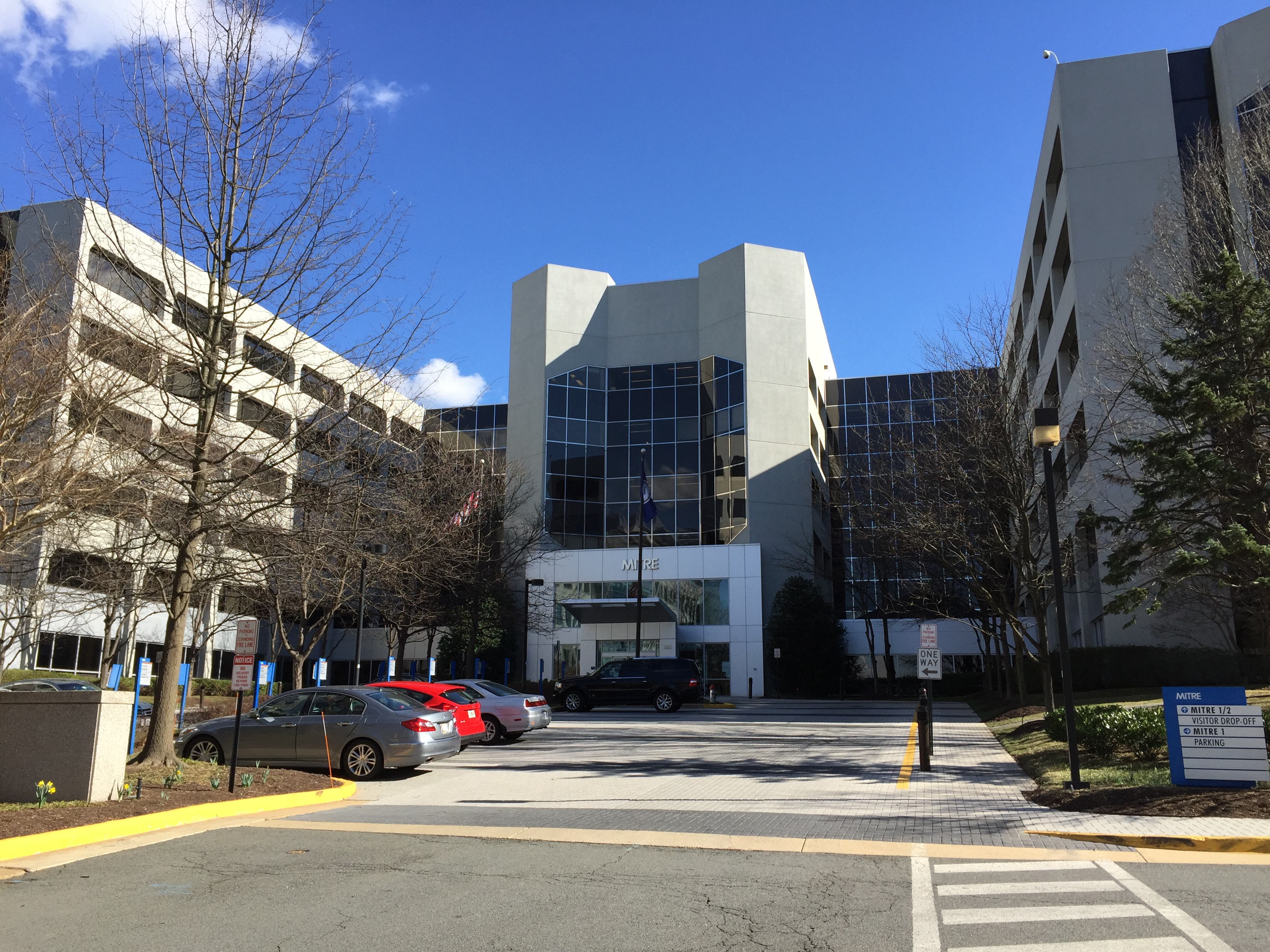
edificio Mitre en McLean, Virginia